# Шаплен, Шарль
Шарль Джошуа Шаплен (фр. Charles Joshua Chaplin; 8 июня 1825, Лез-Андели, Верхняя Нормандия — 30 января 1891, Париж) — французский живописец и гравёр.

## Биография
Его мать, Олимпия Адель Муази, была француженкой, а его отец, Джон Чаплин, был англичанином. Хотя Шаплен не имел французского подданства, постоянно проживал во Франции. Обучался в Парижской школе изящных искусств. Ученик Мишеля Мартена Дроллинга.
Вначале творческой деятельности писал пейзажи реалистического характера, но потом обратился к «будуарному жанру» и стал изображать в духе Франсуа Буше и Антуана Ватто миловидных молодых женщин в грациозных или кокетливых позах, с пикантным выражением головок, а также писать портреты элегантных дам.
Прославился провокативными картинами, изображающими молодых, красивых женщин и выполненными в тёплых пастельных тонах. Многие из полотен художника насыщены эротизмом и даже считались неприличными. В 1859 году жюри Парижского салона отказало ему из-за этого в разрешении выставить картину «Аврора».
Шаплен с успехом экспонировал свои работы в 1845—1868 годах на Салонах в Париже и в Королевской академии художеств Великобритании и был одним самых популярных живописцев Второй империи. Императрица Франции Евгения заказала у него несколько картин для украшения Елисейского дворца, Оперы Гарнье и дворца в саду Тюильри.
Из картин художника, относящихся к первому периоду его деятельности, наиболее известны:
- «Св. Севастиан, пронзенный стрелами» (1847),
- «Деревенская дорога в Оверни» (1848),
- «Вечер в поле, поросшем вереском» (1849, Музей Бордо),
- «Лозерские погонщики мулов» (1851),
- «Утро» (1855).

Из позднейших картин:
- «Первые розы» (1857),
- «Спящая Диана» (1859),
- «Девушка, пускающая мыльные пузыри» (1864, Люксембургская галерея в Париже),
- «Лото» (акварель, 1865),
- «Карточный замок» (1865),
- «Сцена из „Метаморфоз“ Овидия» (1867),
- «Разбитая лира» (1875) и некоторые др.

Шаплен с большим вкусом писал также плафоны и декоративные панно (например, в Елисейском дворце и в бывшем отеле Демидова в Париже).
Как гравёр, известен несколькими прекрасными офортами собственной композиции и эстампами с произведений Ватто («Отъезд на остров Цитеру»), с Рубенса (портрет Елены Фоурман и двух её детей) и с Бида («Неразумные девы», в издании иллюстраций этого художника к Евангелию).
Воспитал многих талантливых учеников, среди них Луиза Аббема и Мэри Кассат. Его сын Артур Шаплен также стал художником.
Шаплен умер 30 января 1891 года в Париже. Похоронен на кладбище Пер-Лашез.

## Награды
- Кавалер Ордена Почётного легиона (1878).
- Офицер Ордена Почётного легиона (1881).

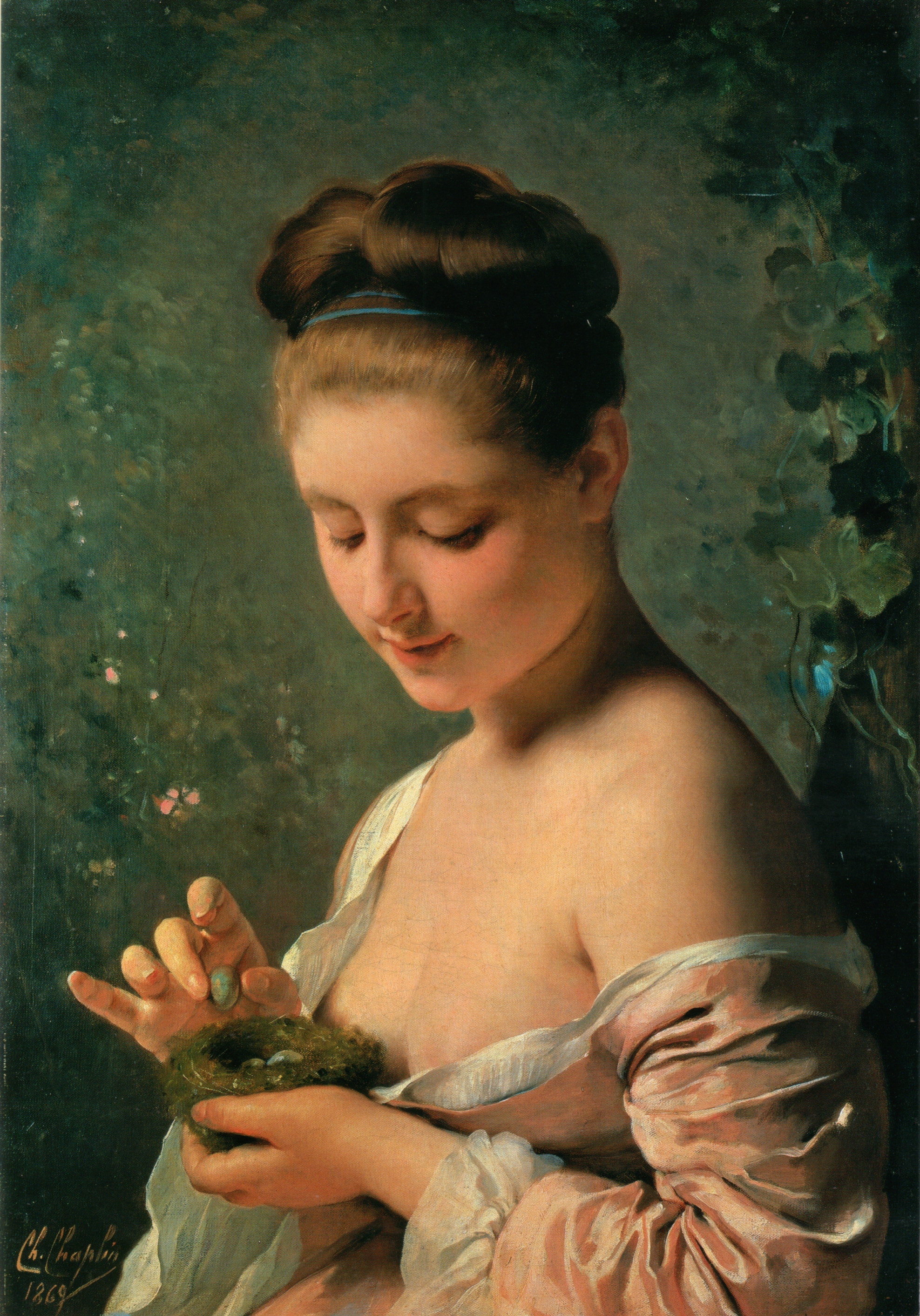
Портрет молодой женщины с гнездом, 1869
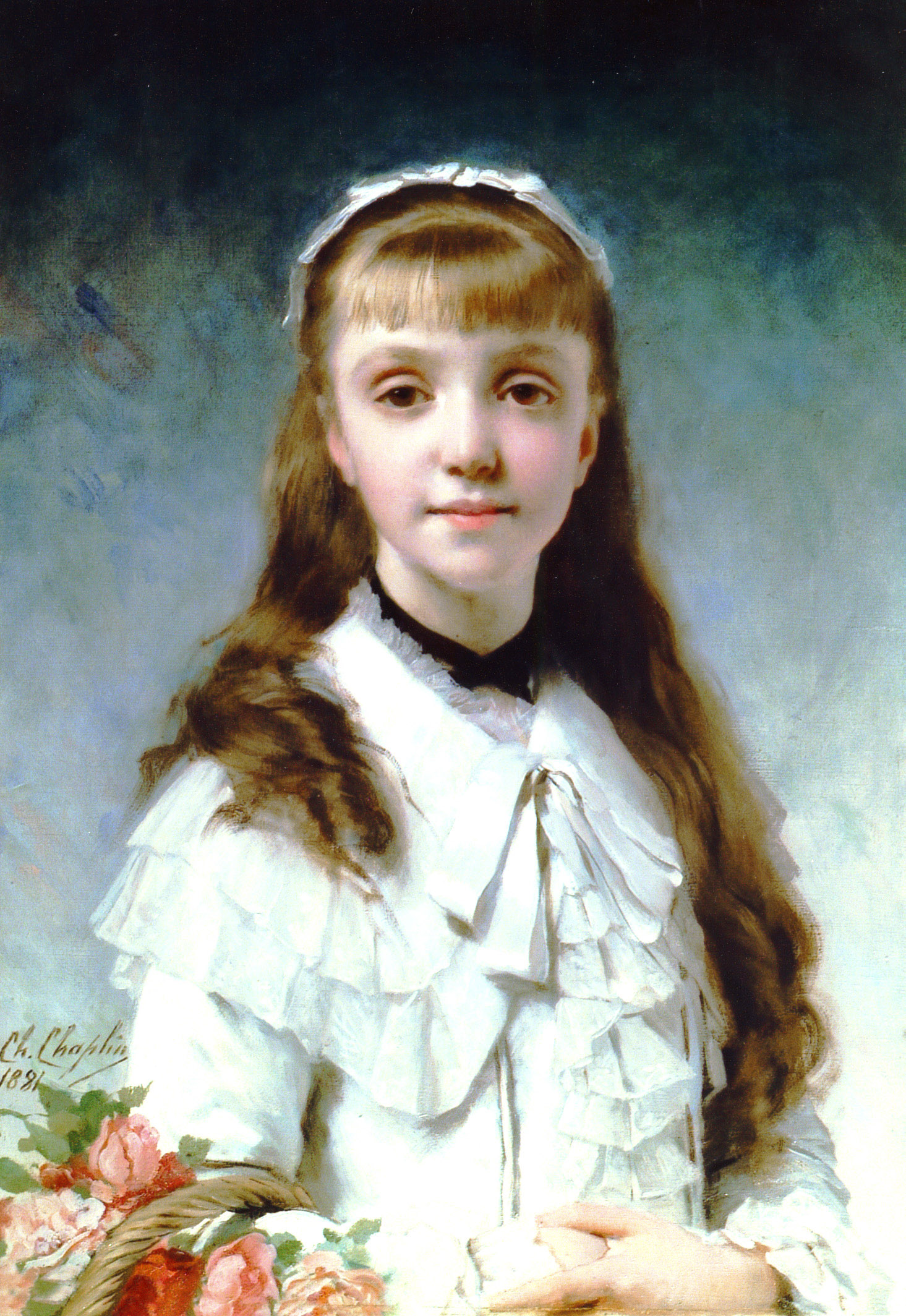
Дочь художника, 1881
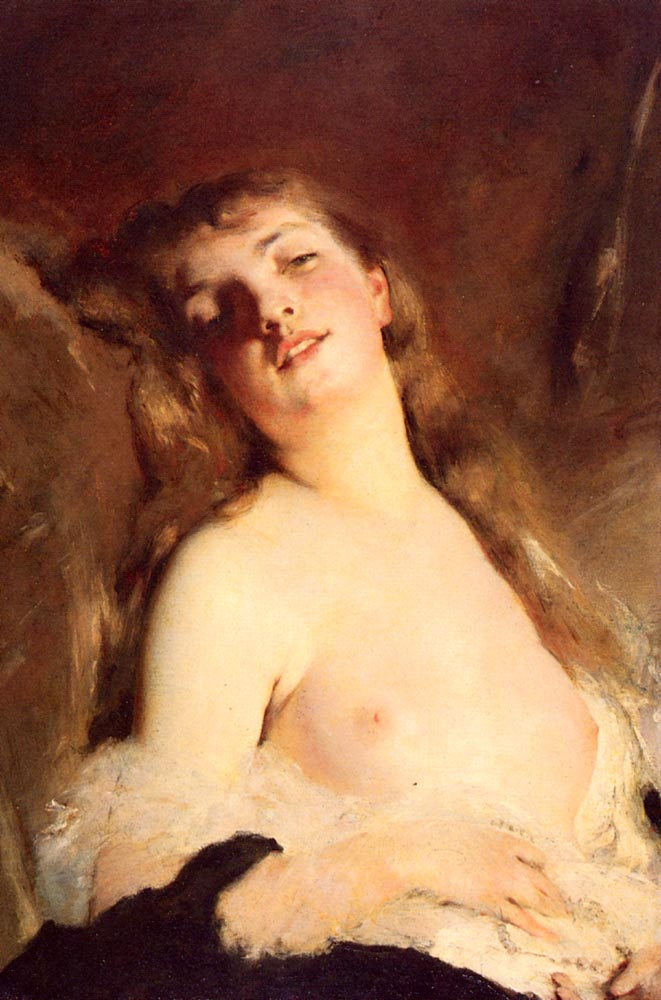
Портрет молодой девушки
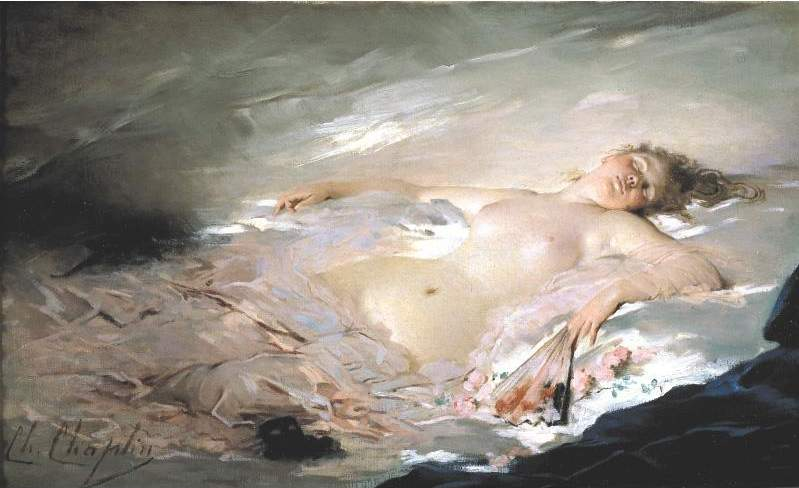
После бала-маскарада
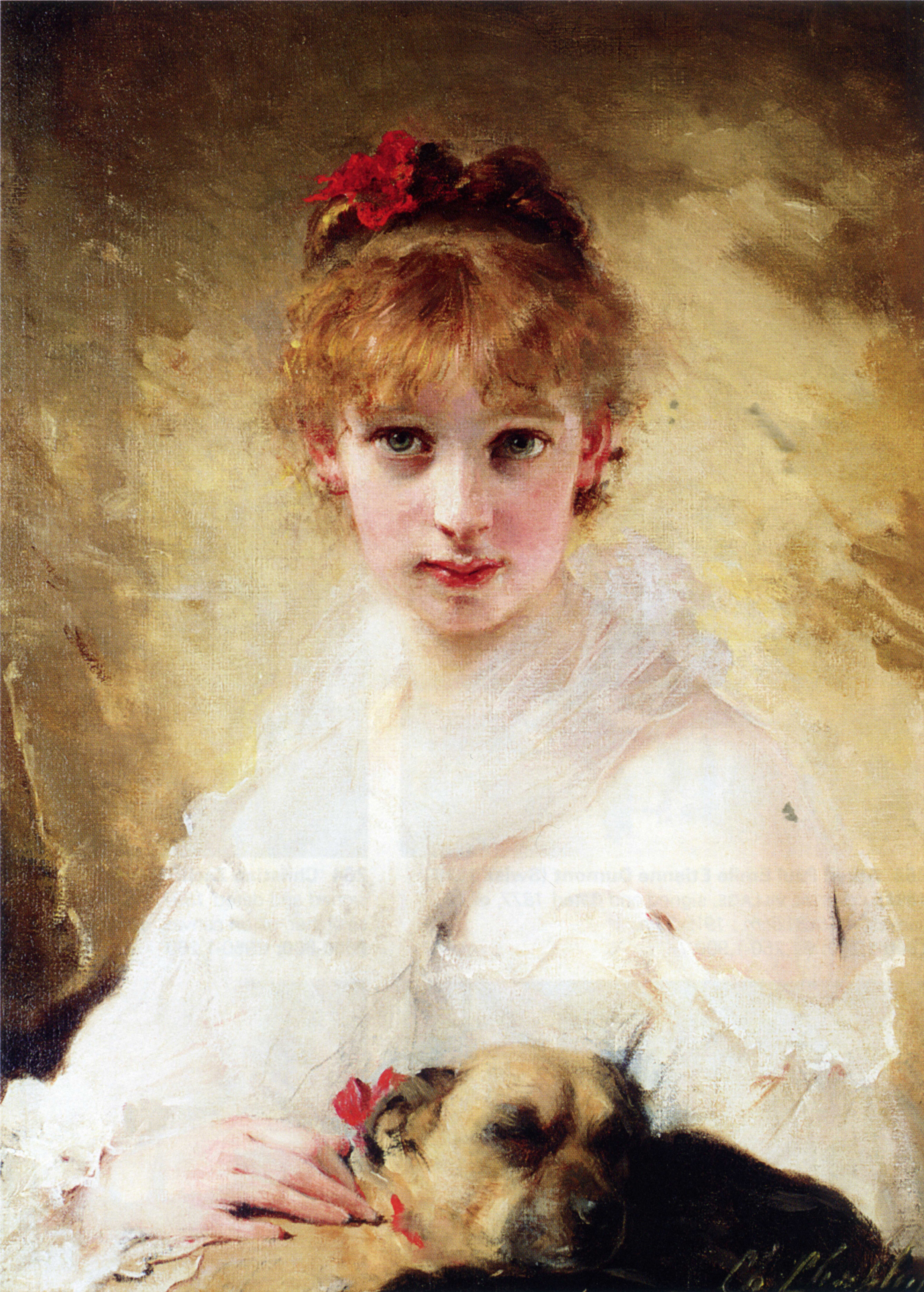
Портрет девушки с любимой собакой
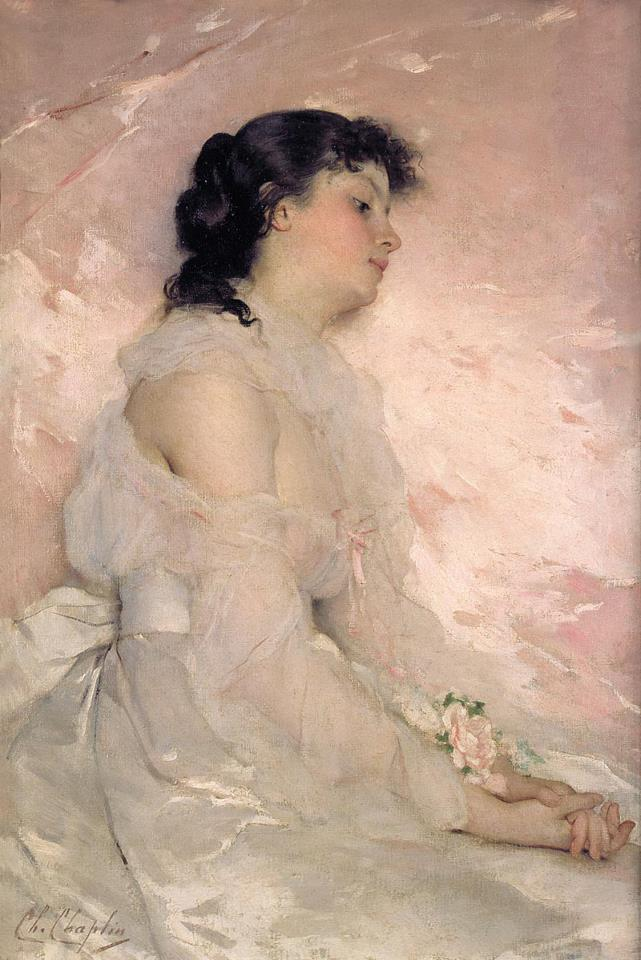